# Drug Abuse Resistance Education
Drug Abuse Resistance Education, kurz D.A.R.E., ist ein US-amerikanisches Drogenpräventionsprogramm. Seit Beginn im Jahre 1983 ist es zur bekanntesten Aufklärungsaktion über Drogenmissbrauch bei Jugendlichen geworden. Sie entstand aus „einer Zusammenarbeit zwischen Polizei und Schulverwaltung in Los Angeles“ und wird von der gemeinnützigen Organisation D.A.R.E. America, Los Angeles, verwaltet. D.A.R.E. ist ein Aufbauprogramm, in dem mittels gezielten Unterrichts bereits in der Grundschule durch uniformierte Polizeibeamte folgende Ziele erreicht werden sollen:
- vermehrtes Wissen
- Entscheidungsfähigkeit
- Selbstvertrauen
- Fähigkeit, Gruppenzwang standzuhalten